# Geschäftsführung ohne Auftrag (Deutschland)
Die Geschäftsführung ohne Auftrag (GoA) ist ein gesetzliches Schuldverhältnis, das in Deutschland in den §§ 677–687 des Bürgerlichen Gesetzbuchs (BGB) geregelt ist und zu den vertragsähnlichen Ansprüchen zählt.
Eine GoA liegt nach der gesetzlichen Definition vor, wenn jemand ein Geschäft für einen anderen besorgt, ohne ihm gegenüber aufgrund eines Auftrags oder eines sonstigen Grunds hierzu berechtigt zu sein. Der Begriff des Geschäfts ist hierbei weit zu verstehen und umfasst jede fremdnützige Tätigkeit, beispielsweise den Schutz eines fremden Rechtsguts vor Gefahren und das Leisten auf eine fremde Verbindlichkeit. Die Regelungen der GoA bezwecken einen angemessenen Interessenausgleich zwischen demjenigen, der das Geschäft besorgt, und demjenigen, für den das Geschäft besorgt wird. Ersterer wird als Geschäftsführer bezeichnet, letzterer als Geschäftsherr. Die Regelungen der GoA sehen Ansprüche für beide Parteien vor.
In welchen Fällen welche Ansprüche zum Tragen kommen, hängt von der Einstellung der Parteien zur Geschäftsführung ab: Unterschieden wird zwischen der echten und der unechten GoA. Der entscheidende Unterschied zwischen beiden Instituten liegt im Willen des Geschäftsführers. Bei einer echten GoA will dieser fremdnützig handeln. Bei einer unechten GoA will der Geschäftsführer dagegen ausschließlich im eigenen Interesse tätig werden. Für beide Formen der GoA sind Unterfälle normiert, die nach der Schutzwürdigkeit des Geschäftsführers differenzieren.

## Entstehungsgeschichte
Die Geschäftsführung ohne Auftrag ist in großem Maße auf das römisch-rechtliche Institut der negotiorum gestio zurückzuführen. Dieses Rechtsinstitut sah für den Fall der Wahrnehmung eines fremden Geschäfts wechselseitige Ansprüche von Geschäftsherrn und Geschäftsführer vor. Die Leitgedanken dieser Regelungen werden in der Rechtswissenschaft auf verschiedene Weise gedeutet. Als ein zentraler Anwendungsbereich wurde oft altruistisches Handeln angesehen. Bereits in der Rechtspraxis der Antike fand die negotiorum gestio allerdings in zahlreichen weiteren Rechtsbeziehungen Anwendung. Hierdurch entwickelte sie sich zu einer subsidiären Auffangregelung, die zum Zug kam, wenn speziellere Rechtsinstitute nicht einschlägig waren.
Die Autoren des BGB folgten dieser Struktur. Sie arbeiteten Regelungen zur Geschäftsführung ohne Auftrag als gesetzliches Schuldverhältnis in das Gesetzeswerk ein und orientierten sich dabei an der Funktionsvielfalt ihrer Vorläufer. Sie gingen zwar nicht so weit, jedes Handeln den Regeln der GoA zu unterwerfen, das sich auf einen fremden Interessenkreis auswirkt, allerdings verwarfen sie auch zahlreiche restriktivere Vorschläge, welche die Geschäftsführung ohne Auftrag auf uneigennütziges Handeln oder auf vertragsähnliche Beziehung beschränken wollten. Als maßgebliche Tatbestandsvoraussetzung der GoA sah der Gesetzgeber die bewusste Wahrnehmung fremder Interessen an. Daher entwarf er die Voraussetzung des Fremdgeschäftsführungswillens, der den Willen zum Tätigwerden in einem fremden Interessenkreis umschreibt.
Die 1874 einberufene erste Kommission zur Ausarbeitung des BGB platzierte die GoA innerhalb des Gesetzesentwurfs im Anschluss an das Bereicherungsrecht. Die zweite Kommission verschob das Schuldverhältnis wegen seiner Nähe und seinen inhaltlichen Bezügen an das Ende des Auftragsrechts. Seitdem blieb der Normenkomplex bis heute im Wesentlichen unverändert.
Wegen des römisch-rechtlichen Ursprungs der Geschäftsführung ohne Auftrag ist sie insbesondere in Rechtssystemen des romanischen Rechtskreises verbreitet. Dies trifft beispielsweise auf Italien, Frankreich, Schottland und Louisiana zu. Eine vergleichbare Regelung existiert ebenfalls im Burgerlijk Wetboek, dem Zivilgesetzbuch der Niederlande.

## Anwendungsbereich der GoA
Die GoA besitzt einen weit gefassten Anwendungsbereich: Ein Anspruch aus dem Normenkomplex kommt in Betracht, sobald eine Person im Aufgabenkreis eines anderen tätig wird, ohne dass hierfür eine rechtliche Grundlage besteht. Als Schwerpunkt sah der Gesetzgeber Verhältnisse, in denen sich jemand altruistisch für einen anderen einsetzt. Allerdings machen Fälle dieser Art in der Gerichtspraxis nur einen geringen Anteil aus, da die GoA aufgrund ihrer weit gefassten Normen in zahlreichen anderen Rechtsverhältnissen angewandt wird. Außerdem verweisen einige Normen des BGB auf die Vorschriften der GoA als Abwicklungsmodell, etwa § 539 Abs. 1 oder § 994 Abs. 2 BGB. Beide Normen behandeln den Ersatz von Aufwendungen, die jemand auf eine fremde Sache macht.
In manchen Konstellationen, die sich ihrem Wortlaut nach unter die Vorschriften der GoA subsumieren lassen, ist deren Anwendung allerdings von vornherein ausgeschlossen: So kann die GoA durch andere Normenkomplexe verdrängt werden, etwa durch das Bereicherungsrecht. Außerdem kann ihre Anwendbarkeit ausgeschlossen sein, um widersprüchliche Ergebnisse zu vermeiden. Dies ist beispielsweise bei der gesetzlichen Haftungsordnung des Straßenverkehrs der Fall: § 7 StVG sieht eine überdurchschnittlich weitgehende Haftung des Fahrzeughalters vor, die nur in außergewöhnlichen Fällen – bei Vorliegen höherer Gewalt – ausgeschlossen ist. Diese Haftungssystematik würde unterwandert, käme die GoA zur Anwendung: Weicht beispielsweise der Fahrzeughalter mit seinem Wagen einem Radfahrer aus, um diesen nicht zu überfahren, und beschädigt hierbei seinen Wagen, könnte er Aufwendungsersatz aus GoA verlangen. Dies widerspricht aber der Haftung des StVG, da der Fahrzeughalter bei einer Schädigung des Radfahrers diesem im Regelfall zum Ersatz verpflichtet wäre. Wegen dieses Widerspruchs kann die GoA hier nicht zur Anwendung kommen.
Ebenfalls nicht anwendbar ist die GoA, wenn sie mit Grundzügen der Vertragsrechtsordnung kollidiert. Eine solche Kollision bestand beispielsweise im sogenannten Erbensucher-Fall. Dort half eine Person unaufgefordert anderen bei der Anmeldung von Erbrechten, indem sie ihnen hierfür unterstützende Informationen übersandte. Anschließend verlangte sie von den Erben, die ihre Erbschaftsansprüche erfolgreich durchsetzten, ein Honorar für ihre Aufwendungen. Da vertragliche Ansprüche mangels eines Vertrags nicht in Betracht kamen, prüfte der Bundesgerichtshof einen Anspruch aus GoA. Diesen lehnte er ab, da die Aufwendungen des Erbensuchers der Anbahnung eines Vertrags dienten. Diese ist jedoch für beide Parteien mit dem Risiko des Scheiterns verbunden, mit der Folge, dass bis dahin getätigte Ausgaben der Parteien zur Herbeiführung des Vertragsschlusses vergeblich sind. Diese auf Grundsätze des Privatrechts zurückgehende Risikoverteilung soll nicht durch die GoA ausgehebelt werden, weswegen sie in solchen Fällen nicht anwendbar ist.
Schließlich ist die Geschäftsführung ohne Auftrag ausgeschlossen, wenn ein Fall der unbestellten Leistung eines Unternehmers vorliegt. In solchen Fällen ordnet § 241a BGB an, dass der Unternehmer keinen Vergütungsanspruch hat. Diese Wertung darf nicht durch die GoA durchbrochen werden, sodass ihre Anwendbarkeit ausgeschlossen ist.

## Echte Geschäftsführung ohne Auftrag (§§677–686)
Die echte GoA regelt den Interessenkonflikt, der beim bewussten Tätigwerden im Aufgabenkreis eines anderen entsteht. Dieses Tätigwerden kann dem Geschäftsherrn gelegen kommen, es kann aber auch eine unerwünschte Einmischung in seine Angelegenheiten darstellen. Wem welche Ansprüche zustehen, richtet sich daher nach dem Willen des Geschäftsherrn. Erfolgt die Geschäftsführung mit seinem Willen, liegt eine berechtigte GoA vor. Erfolgt sie ohne seinen Willen, handelt es sich um eine unberechtigte GoA. Beide Formen der echten GoA sehen unterschiedliche Ansprüche vor. Während der berechtigte Geschäftsführer vom Geschäftsherrn umfassend Aufwendungsersatz für seine Tätigkeit verlangen kann, haftet der unberechtigte Geschäftsführer dem Geschäftsherrn verschärft auf Schadensersatz.
Berechtigte und unberechtigte GoA besitzen mehrere gemeinsame Voraussetzungen: die bewusste Führung eines fremden Geschäfts ohne Auftrag oder sonstige Berechtigung.

### Allgemeine Voraussetzungen

#### Geschäftsführung
Die Geschäftsführung ohne Auftrag erfordert zunächst die Führung eines Geschäfts. Der Begriff des Geschäfts ist wie im Auftragsrecht weit zu verstehen. Er beschränkt sich nicht nur auf rechtsgeschäftliches Handeln, sondern umfasst auch alltägliches Handeln, soweit es fremdnützig ist. Erforderlich ist allerdings ein willensgesteuertes Handeln. Nicht ausreichend ist daher ein bloßes Dulden oder Unterlassen. Die Führung eines Geschäfts stellt eine tatsächliche Handlung dar. Daher braucht der Geschäftsführer nicht geschäftsfähig zu sein.
Beispiele für ein Geschäft im Sinne der GoA stellen neben dem Abschluss von Rechtsgeschäften beispielsweise auch das Ausweichen im Straßenverkehr, das Anhalten eines Fahrzeugs und die Beerdigung eines Verstorbenen dar.

#### Fremdheit
Weiterhin muss das Geschäft fremd sein. Dies trifft zu, wenn das Geschäft jedenfalls auch in den Interessenkreis eines anderen fällt. Hierbei differenziert die herrschende Auffassung zwischen drei Stufen: der objektiven, der subjektiven und der objektiv-subjektiven Fremdheit.
Ein Fall der objektiven Fremdheit liegt vor, wenn das Geschäft bereits nach seinem äußeren Anschein einem fremden Interessenkreis zuzuordnen ist. Dies ist beispielsweise beim Leisten auf eine fremde Schuld und beim Helfen in einer Gefahrenlage gegeben.
Wirkt das Geschäft nach seiner äußerlichen Erscheinung wie ein Geschäft des Geschäftsführers, ist es objektiv neutral. Ein solches Geschäft kann ein fremdes darstellen, wenn der Geschäftsführer mit der Geschäftsführung die Wahrnehmung fremder Interessen bezweckt. Dies trifft beispielsweise zu, wenn jemand eine Sache für einen anderen kauft: Durch die Geschäftsführung selbst ist nicht erkennbar, dass ihre Früchte nicht dem Geschäftsführer selbst, sondern einem anderen zugutekommen sollen. Daher ergibt sich die Fremdheit eines solchen Geschäfts erst daraus, dass der Geschäftsführer das Geschäft im Interesse eines anderen führen will. Damit der Geschäftspartner des Geschäftsführers geschützt ist, muss dieser Wille äußerlich erkennbar sein. Da dieses Geschäft bei objektiver Betrachtung neutral erscheint und sich dessen Fremdheit allein aus der Einstellung des Geschäftsführers zum Geschäft ergibt, wird es als subjektiv-fremdes Geschäft bezeichnet.
Das objektiv-subjektive oder auch-fremde Geschäft nimmt eine Zwischenstellung zwischen diesen beiden Geschäften ein. Ein solches Geschäft liegt vor, wenn der Geschäftsführer mit der Geschäftsführung sowohl fremde als auch eigene Interessen verfolgt. Dies traf beispielsweise im folgenden Fall des Bundesgerichtshofs zu: Der Inhaber eines Lagerhauses lagerte fremdes Milchpulver in einer Halle ein, in der später ein Brand ausbrach. Er erhielt eine ordnungsbehördliche Verfügung, das inzwischen unbrauchbare und gesundheitsschädliche Pulver zu beseitigen. Nachdem die Entsorgung abgeschlossen war, forderte er vom Eigentümer des Milchpulvers Aufwendungsersatz. Das Gericht bejahte einen Anspruch aus GoA: Zwar kam der Inhaber des Lagerhauses durch die Reinigung einer an ihn gerichteten Verfügung nach, wurde also im eigenen Rechtskreis tätig, allerdings nahm er zugleich eine aus § 1004 Abs. 1 S. 1 BGB resultierende Pflicht des Pulver-Eigentümers zur Beseitigung des Pulvers wahr. Deswegen erblickte das Gericht hierin ein auch-fremdes Geschäft. Die Anerkennung des auch-fremden Geschäfts wird in der Rechtslehre von einigen Stimmen kritisch gesehen, da sie die Gefahr birgt, dass der Anwendungsbereich der GoA-Vorschriften konturlos und maßgeblich durch Billigkeitserwägungen bestimmt wird.
Umstritten ist, ob ein Geschäft fremd sein kann, das der Geschäftsführer im Rahmen einer eigenen vertraglichen Verpflichtung führt. Eine solche pflichtgebundene Geschäftsführung trifft beispielsweise zu, wenn ein Abschleppunternehmen im Auftrag eines Parkplatzeigentümers Fahrzeuge abschleppt. Früher bejahte die Rechtsprechung in solchen Fällen ein auch-fremdes Geschäft. Hiergegen wurde eingewandt, dass eine Überschneidung von GoA und Vertragspflicht nicht möglich sei. Werde der Geschäftsführer im Rahmen eines Vertrags tätig, stehen ihm allein Ansprüche aus dem Vertrag gegen seinen Vertragspartner zu. Die neuere Rechtsprechung des Bundesgerichtshofs lehnt die Annahme einer Geschäftsführung ohne Auftrag ab, wenn der Vertrag die Rechte und die Pflichten des Geschäftsführers abschließend regelt. Dies ist insbesondere der Fall, wenn der Vertrag eine Vergütungsvereinbarung trifft. Trifft dies zu, stehen dem Geschäftsführer keine Ansprüche gegen den Geschäftsherrn (der Abgeschleppte) zu, da dieser ansonsten sowohl vom Geschäftsführer (Abschlepper) als auch von dessen Auftraggeber (Parkplatzeigentümer) in voller Höhe in Anspruch genommen werden könnte. Im Beispielfall kann nach Ansicht der Rechtsprechung und einiger Stimmen der Rechtslehre allerdings der Parkplatzeigentümer, aus GoA gegen den Falschparker vorgehen, da er durch die Entfernung des Fahrzeugs die Pflicht des Abgeschleppten wahrnimmt, den Zustand des Falschparkens zu beenden. Dieser Anspruch auf Aufwendungsersatz wird grundsätzlich jedem Grundstücksbesitzer zugesprochen (siehe: Abschleppen: Ansprüche von Grundstücksbesitzern).
In Fällen einer öffentlich-rechtlichen GoA geht die Rechtsprechung davon aus, dass ein Hoheitsträger ein auch-fremdes Geschäft wahrnimmt, sodass Erstattungansprüche für seine Aufwendungen aus analoger Anwendung der §§ 677 ff. BGB resultieren können. Dagegen wird in der Literatur eingewandt, dass ein Hoheitsträger weder die einem Geschäftsführer auferlegten fremden Pflichten wahrnehme, noch dass die durch die GoA erzielte Kostentragungsregelung sachgerecht sei.

#### Fremdgeschäftsführungswille
Der Geschäftsführer muss das Geschäft mit dem Bewusstsein und dem Willen führen, dass es sich beim Geschäft um ein fremdes handelt. Nicht notwendig ist hierbei gemäß § 686 BGB, dass er um die Person des Geschäftsherrn weiß: Irrt der Geschäftsführer über die Identität des Geschäftsherrn, wird derjenige aus den Normen der GoA verpflichtet, in dessen Interesse die Geschäftsführung erfolgt.
Liegt ein objektiv fremdes Geschäft vor, wird der Fremdgeschäftsführungswille widerlegbar vermutet, da das Führen eines solchen Geschäfts nahelegt, dass der Geschäftsführer mit Fremdgeschäftsführungswillen handelt. Daher obliegt es im Gerichtsprozess der Partei, die den Fremdgeschäftsführungswillen bestreitet, dessen Fehlen zu beweisen. Gleiches gilt nach herrschender Auffassung beim auch-fremden Geschäft. Beim subjektiv fremden Geschäft muss der Fremdgeschäftsführungswille hingegen von der Partei bewiesen werden, die sich auf dessen Vorliegen beruft, da es hier an einer Vermutungsgrundlage fehlt. Da das Geschäft hierfür keine Anhaltspunkte gibt, werden in der Praxis zum Beweis des Fremdgeschäftsführungswillens Indizien herangezogen. Hierfür kommen beispielsweise Korrespondenz zwischen Geschäftsherrn und -führer vor der Geschäftsführung oder eine Anzahlung des Geschäftsherrn in Betracht.

#### Ohne Auftrag oder sonstige Berechtigung
Der Geschäftsführer darf nicht durch den Geschäftsherrn zur Geschäftsführung verpflichtet oder berechtigt worden sein, da dann ein Auftragsverhältnis im Sinne von § 662 BGB vorläge, das selbst wechselseitige Ansprüche für die Beteiligten vorsieht. Umstritten ist, ob eine GoA vorliegen kann, wenn jemand auf Grundlage eines nichtigen Vertrags tätig wird, indem sie eine vermeintlich geschuldete Leistung erbringt. Hierzu kann es etwa kommen, wenn ein Vertrag gegen ein Verbotsgesetz verstößt (§ 134 BGB) oder sittenwidrig ist (§ 138 BGB). Die Rechtsprechung hält in derartigen Fallkonstellationen Ansprüche aus GoA für grundsätzlich möglich, da sie sich unter den Wortlaut des § 677 BGB subsumieren lassen. Hiergegen wird seitens der Rechtslehre eingewandt, dass dies den Zweck der GoA verkenne. Dieser liege nicht im Rückabwickeln nichtiger Verträge, da hierfür andere Normenkomplexe einschlägig seien, insbesondere das Bereicherungsrecht. Daher sei die GoA im Wege der Gesetzeskonkurrenz nicht anwendbar. Andere lehnen bereits das Vorliegen des Fremdgeschäftsführungswillens ab, da der Geschäftsführer ausschließlich tätig werde, um die ihm versprochene Vergütung zu erhalten. Von einem altruistischen Verhalten könne somit keine Rede sein.

### Übernahme im Sinne des Geschäftsherrn
Nur die berechtige Geschäftsführung ohne Auftrag gewährt dem Geschäftsführer einen Anspruch gegen den Geschäftsherrn auf Ersatz seiner erforderlichen Aufwendungen aus § 670 BGB, der ins Auftragsrecht verweist. Handelt der Geschäftsführer entgegen dem Willen des Geschäftsherrn und ist die Ausnahmeregelung des § 679 BGB nicht einschlägig, liegt eine unberechtigte GoA vor. Diese ist aus Sicht des Geschäftsführers insofern ungünstiger, als sie ihm einen Aufwendungsersatzanspruch lediglich in den Grenzen des Bereicherungsrechts zubilligt und dem Geschäftsherrn mit § 678 BGB einen zusätzlichen Anspruch auf Schadensersatz eröffnet.

#### Berechtigte GoA (§683)
Maßgebliche Voraussetzung der berechtigten GoA ist, dass die Übernahme der Geschäftsführung mit dem tatsächlichen oder mutmaßlichen Willen des Geschäftsherrn übereinstimmt und sie in dessen Interesse liegt. Den Vorrang besitzt der wahre Wille des Geschäftsherrn. Kennt der Geschäftsführer diesen, muss er ihn respektieren, auch wenn er unvernünftig erscheinen mag und im Widerspruch zum objektiven Interesse des Geschäftsherrn steht.
Eine Ausnahme vom Vorrang des Willens des Geschäftsherrn macht § 679 BGB. Die Norm ordnet die Unbeachtlichkeit eines der Geschäftsführung entgegenstehenden Willens des Geschäftsführers an, falls diese notwendig ist, um eine Pflicht des Geschäftsherrn zu erfüllen, die im öffentlichen Interesse liegt. Einen solchen Fall stellen beispielsweise die Bestattung einer Leiche und die Entgiftung eines Drogensüchtigen dar. Gleiches gilt, wenn die Geschäftsführung der Erfüllung einer gesetzlichen Unterhaltspflicht dient. Schließlich wird § 679 BGB analog auf Fälle angewendet, in denen der wirkliche Wille des Geschäftsherrn gegen ein gesetzliches Verbot oder die guten Sitten verstößt.
Lässt sich der wirkliche Wille des Geschäftsherrn nicht ermitteln, ist dessen mutmaßlicher Wille von Bedeutung. Ein Handeln entspricht dem mutmaßlichen Willen, wenn der Geschäftsführer in einer Weise handelt, die jemand mit dem Wissen des Geschäftsherrn für interessengerecht gehalten hätte. Dies ist regelmäßig der Fall, wenn die Geschäftsführung für den Geschäftsherrn wirtschaftlich von Vorteil ist.
Ist der Geschäftsherr minderjährig, ist nicht sein Wille, sondern der seines gesetzlichen Vertreters – im Regelfall sind dies seine Eltern – maßgeblich.
Eine berechtigte GoA kommt nach vorherrschender Auffassung in der Rechtswissenschaft auch dann in Frage, wenn der Geschäftsführer den Geschäftsherrn vor der Selbsttötung rettet, da der entgegenstehende Wille des Suizidenten unwirksam sein kann. Umstritten ist allerdings, auf welchem Weg die Unwirksamkeit hergeleitet werden kann.

#### Unberechtigte GoA (§684)
Widerspricht die Geschäftsführung dem Willen des Geschäftsherrn und ist dieser nicht unbeachtlich, liegt eine unberechtigte GoA vor. Diese gibt dem Geschäftsherrn einen Schadensersatzanspruch gegen den Geschäftsführer. Dieser Anspruch setzt voraus, dass der Geschäftsführer wenigstens fahrlässig den entgegenstehenden Willen des Geschäftsherrn außer Acht lässt. Ist dies der Fall, ist der Geschäftsführer zum Ersatz aller Schäden verpflichtet, die durch seine Geschäftsführung verursacht werden. Dies ist selbst dann der Fall, wenn den Geschäftsführer bezüglich der konkreten Schadensverursachung kein Verschulden trifft.
Im Fall der unberechtigten GoA kann der Geschäftsführer nicht nach § 683 BGB Ersatz seiner Aufwendungen verlangen, da der Geschäftsherr nicht durch eine ihm unerwünschte Geschäftsführung finanziell belastet werden soll. Allerdings kann der Geschäftsführer vom Geschäftsherrn verlangen, dass dieser seine durch die Geschäftsführung erlangte Bereicherung nach den Vorschriften des Bereicherungsrechts herausgibt.

### Ansprüche aus echter GoA
Im Rahmen einer echten Geschäftsführung ohne Auftrag kommen Ansprüche des Geschäftsführers gegen den Geschäftsherrn auf Aufwendungsersatz in Betracht. Umgekehrt kann der Geschäftsherr von dem Geschäftsführer Ersatz der durch die Geschäftsführung verursachten Schäden verlangen. Ansprüche auf Aufwendungsersatz verjähren nach § 195 BGB innerhalb von drei Jahren. Schadensersatzansprüche verjähren je nach Bezugspunkt erst nach zehn oder dreißig Jahren.

#### Aufwendungsersatz
§ 670 BGB sieht einen Anspruch auf Aufwendungsersatz vor. Dieser Anspruch erfordert das Vorliegen einer echten berechtigten GoA; die Geschäftsführung muss also im Einklang mit dem Willen des Geschäftsherrn stehen. Weiterhin muss der Geschäftsführer Aufwendungen getätigt haben. Hierunter sind freiwillige Vermögensopfer zu verstehen, die der Geschäftsführer zur Geschäftsführung auf sich nimmt oder die eine zwangsläufige Folge der Geschäftsführung darstellen. Diese Aufwendungen muss der Geschäftsführer berechtigterweise für erforderlich gehalten haben. Den Maßstab hierfür bildet die Einschätzung eines sachverständigen Geschäftsführers im Zeitpunkt der Geschäftsbesorgung. Der Geschäftsführer ist hierdurch gehalten, zuvor die Sinnhaftigkeit seiner Aufwendungen zu prüfen. Nicht ersatzfähig sind daher beispielsweise offensichtlich nutzlose Aufwendungen oder solche, die allein dem Interesse des Geschäftsführers dienen. Gleiches gilt für Aufwendungen, die der Rechtsordnung zuwiderlaufen. Dies ist beispielsweise bei Ausgaben der Fall, die mit einer unzulässigen Rechtsberatung verbunden sind.
Schäden entsprechen zwar nicht dem Begriff der Aufwendung, sondern stellen als unfreiwillige Vermögensverluste gerade deren Gegenteil dar. Dennoch können auch sie aus Billigkeitserwägungen über § 670 BGB in analoger Anwendung ersetzt werden, wenn der Schaden aus einer Gefahr resultiert, die mit dem Risiko der Geschäftsführung typischerweise verbunden ist. Die Geschäftsführung muss also mit einer Gefahr verbunden sein, die über das allgemeine Lebensrisiko hinausgeht.
Auch Arbeitsleistungen, die zur beruflichen Tätigkeit des Geschäftsführers zählen, stellen ersatzfähige Aufwendungen dar. Der Gesetzeswortlaut deutet in diesem Punkt allerdings Gegenteiliges an: Aus § 662 BGB, der zum Auftragsrecht zählt, auf das § 683 S. 1 BGB verweist, ergibt sich, dass die Geschäftsbesorgung unentgeltlich erfolgt. Allerdings würde dies den Geschäftsherrn in unangemessener Weise privilegieren. § 685 S. 1 BGB regelt außerdem die schenkweise Geschäftsführung als Ausnahmefall, was nahelegt, dass die entgeltliche Geschäftsführung als Regelfall gedacht war. Teilweise wird in dieser Unstimmigkeit ein Redaktionsversehen des Gesetzgebers gesehen. Einige wenden außerdem § 1835 Abs. 3 BGB in Fällen der Arbeitsleistung des Geschäftsführers analog an. Diese Vorschrift gibt dem Vormund einen Ersatzanspruch für seine Arbeitsleistungen, die zu seinem Gewerbe oder Beruf gehören. Die Vertreter beider Ansichten nehmen jedenfalls an, dass dem Geschäftsführer ein Vergütungsanspruch für berufliche Arbeitsleistungen zusteht.
Tätigt der Geschäftsführer Aufwendungen, die auch seinem eigenen Interesse dienen, ist sein Anspruch aus Billigkeitsgründen gegen den Geschäftsherrn nach § 254 BGB analog zu kürzen. Gleiches gilt, wenn der Geschäftsführer die Kosten der Aufwendungen in vorwerfbarer Weise erhöht. Dies ist beispielsweise der Fall, wenn der Geschäftsführer aufgrund fahrlässiger Selbstgefährdung bei der Geschäftsführung verletzt wird. Nach § 685 S. 1 BGB ist der Anspruch schließlich ganz ausgeschlossen, wenn der Geschäftsführer die Geschäftsführung dem Geschäftsherrn unentgeltlich zuwenden wollte. Diese Regelung ergibt sich aus dem allgemeinen Verbot des widersprüchlichen Verhaltens.
Handelt es sich um eine unberechtigte GoA, kann der Geschäftsherr gemäß § 684 S. 2 BGB die Rechtsfolgen der berechtigten GoA herbeiführen, indem er die Geschäftsführung genehmigt. Tut er dies nicht, steht dem Geschäftsführer zwar dennoch ein Anspruch auf Aufwendungsersatz zu, jedoch unterliegt dieser zusätzlichen Einschränkungen. Er richtet sich nicht nach § 670 BGB, sondern nach Bereicherungsrecht. Daher steht dem Geschäftsherrn die Einrede der Entreicherung aus § 818 Abs. 3 BGB zu, die den Anspruch des Geschäftsführers auf die Bereicherung begrenzt, die beim Geschäftsherrn im Zeitpunkt seiner Inanspruchnahme vorhanden ist. Hierdurch wird der Geschäftsherr vor den Kosten einer erfolglosen Geschäftsführung geschützt, die nach § 670 BGB ersatzfähig wären.
Erfolgt die Geschäftsführung im Interesse mehrerer Geschäftsherrn, haften diese dem Geschäftsführer wie Gesamtschuldner.

#### Schadensersatz
Der Geschäftsführer haftet gemäß § 280 Abs. 1 BGB auf Schadensersatz, wenn er bei der Geschäftsführung schuldhaft eine Pflichtverletzung begeht, die einen Schaden verursacht. Die Pflichten des Geschäftsführers ergeben sich vorrangig aus § 677 BGB. Diese Norm verpflichtet den Geschäftsführer, das Geschäft in einer Weise zu führen, die im Interesse des Geschäftsherrn liegt. Diese Pflicht wird durch einige Bestimmungen des Auftragsrechts ergänzt, die durch Verweis in § 681 S. 2 BGB auch im Recht der GoA Anwendung finden. Zu diesen Pflichten zählen beispielsweise die Auskunftspflicht und die Rechenschaftspflicht aus § 666 BGB. Daneben folgt aus § 681 S. 1 BGB die Pflicht, den Geschäftsherrn über die Geschäftsführung in Kenntnis zu setzen.
Verstößt der Geschäftsführer gegen eine Pflicht, muss er dies zu vertreten haben. Dies trifft gemäß § 276 Abs. 1 BGB grundsätzlich zu, sofern der Geschäftsführer zumindest leicht fahrlässig handelt. Modifiziert wird dieser Haftungsmaßstab durch § 680 BGB, der die Haftung des Geschäftsführers auf Vorsatz und grobe Fahrlässigkeit beschränkt, wenn dieser zur Abwendung einer dem Geschäftsherrn unmittelbar drohenden Gefahr handelt. Zweck der Haftungsprivilegierung ist, die Hilfsbereitschaft in der Bevölkerung durch den Schutz vor Inanspruchnahme wegen leichter Fahrlässigkeit bei Notfällen zu schützen. Solche Fälle liegen beispielsweise bei Hilfsmaßnahmen nach Verkehrsunfällen und dem Abhalten eines fahruntüchtigen Fahrers vom Fahren vor. Nach verbreiteter Auffassung ist diese Haftungsprivilegierung auch bei der irrigen Annahme einer dringenden Gefahr anzuwenden. Die Haftungsprivilegierung kommt auch dem unberechtigten Geschäftsherrn zugute.
Beim unberechtigten Geschäftsführer ist neben dieser Haftung nach § 280 BGB eine Haftung nach § 678 BGB möglich. § 678 BGB statuiert eine zusätzliche Haftung für Schäden, die sich aus der ungewollten Übernahme des Geschäfts ergeben. Anknüpfungspunkt für das Verschulden des Geschäftsführers ist daher bereits die Nicht-Berücksichtigung des Willens des Geschäftsherrn. Übersieht der Geschäftsführer also zumindest fahrlässig, dass seine Geschäftsführung dem Willen des Geschäftsherrn widerspricht, haftet er diesem für alle Schäden, die im Rahmen seiner Geschäftsführung entstehen. Ob ihn bezüglich dieser Schäden ein separates Verschulden trifft, ist unbeachtlich. Allerdings ist die Haftungsprivilegierung des § 680 BGB auch auf die Haftung aus § 679 BGB anwendbar.
In beiden Fällen der GoA wird die Haftung des Geschäftsführers darüber hinaus nach § 682 BGB beschränkt, falls er geschäftsunfähig oder beschränkt geschäftsfähig ist.

#### Herausgabe des Erlangten
Nach § 667 BGB kann der Geschäftsherr vom Geschäftsführer herausverlangen, was dieser durch die Geschäftsführung erlangt hat. Hiervon ist jeder Vorteil erfasst, den der Geschäftsführer im Zusammenhang mit der Geschäftsführung erwirbt.

## Unechte Geschäftsführung ohne Auftrag (§687)
Bei der in § 687 BGB geregelten unechten GoA fehlt es dem Geschäftsführer am Fremdgeschäftsführungswillen, da er das Geschäft nicht für einen anderen, sondern als eigenes führen will. Hierbei unterscheidet das Gesetz zwei Fälle: die vermeintliche Führung eines Eigengeschäfts und die Geschäftsanmaßung.

### Vermeintliche Führung eines Eigengeschäfts (Absatz1)
Besorgt jemand ein fremdes Geschäft in der Meinung, dass es sich hierbei um ein eigenes handelt, sind nach § 687 Abs. 1 BGB die Vorschriften der Geschäftsführung ohne Auftrag insgesamt nicht anzuwenden. Dies umfasst sowohl die Vorschriften, die den Geschäftsführer begünstigen, als auch die, die dem Schutz des Geschäftsherrn dienen. Die Abwicklung solcher Rechtsbeziehung richtet sich daher nach anderen Instituten, etwa dem Bereicherungsrecht, dem Eigentümer-Besitzer-Verhältnis oder dem Deliktsrecht.

### Geschäftsanmaßung (Absatz2)
Bei einer Geschäftsanmaßung greift im Unterschied zur irrtümlichen Eigengeschäftsführung jemand bewusst in eine fremde Rechtssphäre ein und führt ein fremdes Geschäft als ein eigenes. Dies ist beispielsweise beim unberechtigten Verkauf einer fremden Sache der Fall. Eine Geschäftsanmaßung kommt nach § 142 Abs. 2 BGB ebenfalls in Betracht, wenn der Geschäftsführer weiß, dass das ihn berechtigende Geschäft anfechtbar ist. Keine Geschäftsanmaßung stellt dagegen die unbefugte Untervermietung einer Sache dar. Hierbei fehlt es an einem fremden Geschäft, da nur der Mieter imstande ist, den unmittelbaren Besitz an der Mietsache zu übertragen.
Der Geschäftsherr ist in Fällen der Geschäftsanmaßung besonders schutzbedürftig. Daher kann er die Rechtsfolge der Geschäftsführung bestimmen: Er kann gegen den Geschäftsführer entweder aus den ihn begünstigen Vorschriften der GoA oder aus anderen Normen vorgehen, abhängig davon, welcher Weg für ihn vorteilhafter ist. Die Ansprüche aus GoA sind insbesondere bei der Verletzung gewerblicher Schutzrechte von praktischer Bedeutung, da der Verletzte vom Verletzer nur über § 667 BGB die Herausgabe des auf der Rechtsverletzung beruhenden Gewinns verlangen kann. Daneben hat der Schadensersatzanspruch aus § 678 BGB den Vorteil, dass er bezüglich der Schadensverursachung kein Verschulden erfordert und sich nicht auf bestimmte Rechtsgüter beschränkt, was beim zentralen deliktischen Anspruch aus § 823 Abs. 1 BGB beides der Fall ist. Wählt der Geschäftsherr die Ansprüche aus GoA, kann der Geschäftsführer allerdings gemäß § 684 S. 1 BGB Ersatz seiner Aufwendungen verlangen, soweit diese den Geschäftsherrn bereichern. Geht der Geschäftsherr dagegen aus anderen Normen gegen den Geschäftsführer vor, stehen diesem keine Ansprüche gegen den Geschäftsherrn zu.

## Konkurrenzen
Regelmäßig kommen bei Vorliegen einer Geschäftsführung ohne Auftrag Ansprüche aus anderen gesetzlichen Schuldverhältnissen in Betracht, etwa aus dem Bereicherungsrecht, dem Eigentümer-Besitzer-Verhältnis oder dem Deliktsrecht.
Die berechtigte Geschäftsführung ohne Auftrag stellt einen Rechtsgrund dar. Daher schließt sie bereicherungsrechtliche Ansprüche, die der Rückabwicklung rechtsgrundloser Vermögensverschiebungen dienen, aus. Sie begründet ferner ein Besitzrecht. Daher scheiden Ansprüche aus dem Eigentümer-Besitzer-Verhältnis aus, wenn die Besitzergreifung im Rahmen der Geschäftsführung erfolgt, da diese Ansprüche voraussetzen, dass jemand eine Sache besitzt, ohne hierzu berechtigt zu sein. Außerdem stellt die berechtigte GoA nach herrschender Auffassung einen Rechtfertigungsgrund im Straf- und Deliktsrecht dar, sodass bei Eingriffen, die für die ordentliche Geschäftsführung erforderlich sind, keine Ansprüche wegen einer deliktischen Schädigung in Betracht kommen. Eine Gegenauffassung lehnt dies ab und betont, dass die Regeln der GoA allein dem schuldrechtlichen Ausgleich zwischen Geschäftsherr und Geschäftsführer dienen. Für die Rechtfertigung fremdnützigen Handelns seien die Notstandsregeln gedacht.
Die unberechtigte Geschäftsführung stellt nach vorherrschender Auffassung weder einen Rechtsgrund noch einen Rechtfertigungsgrund dar. Ob sie ein Recht zum Besitz begründet, ist streitig. Befürworter argumentieren, dass sie wie die berechtigte GoA abschließende Regelungen enthalte. Daher stehen Ansprüche aus unberechtigter GoA neben Ansprüchen aus anderen Normenkomplexen. Zu beachten ist bei Schadensersatzansprüchen, dass die Privilegierung des § 680 BGB auch auf Ansprüche aus Vertrag und Delikt Anwendung findet.
Da die vermeintliche Eigengeschäftsführung zum Ausschluss der Anwendbarkeit der Vorschriften der GoA führt, sind Ansprüche aus anderen Normenkomplexen, so aus Eigentümer-Besitzer-Verhältnis und Bereicherungsrecht, hierbei uneingeschränkt anwendbar. Auch die Geschäftsanmaßung bewirkt keine Verdrängung anderer Normen. Sie begrenzt allerdings die Anwendbarkeit von Aufwendungsersatzansprüchen des Geschäftsführers auf Fälle, in denen der Geschäftsherr aus GoA gegen den Geschäftsführer vorgeht.

## Anwendung im öffentlichen Recht
Umstritten ist in der Rechtswissenschaft, in welchem Umfang die Regeln der Geschäftsführung ohne Auftrag auch im öffentlichen Recht Anwendung finden. Unstreitig ist, dass spezialgesetzliche Regelungen Vorrang genießen. Um solche vorrangigen Regelungen handelt es sich beispielsweise bei den Bestimmungen zur Kostentragung im Recht der Verwaltungsvollstreckung oder bei der Kostenverteilung im Gefahrenabwehrrecht.
Grundsätzlich ist die GoA sowohl im Verhältnis des Tätigwerdens des Bürgers für die Verwaltung, wie des Tätigwerdens der Verwaltung für den Bürger ausgeschlossen. Für das Tätigwerden des Bürgers im Rechtskreis eines Hoheitsträgers gibt es Ausnahmen, so beispielsweise, wenn er ein Gewässer reinigt, für dessen Unterhalt die öffentliche Hand zuständig, aber nicht erreichbar ist (insbesondere bei Notfällen). Dies kann auch dann gelten, wenn für die Maßnahme keine spezifischen hoheitlichen Befugnisse erforderlich sind (schlichtes Verwaltungshandeln) oder für die Behörde eine Reduktion ihres Ermessensspielraumes auf „Null“ besteht.
Wird ein Hoheitsträger im Rechtskreis eines Bürgers tätig, etwa weil er in dessen Interesse eine Gefahr abwehrt, sind Ansprüche aus GoA nach herrschender Meinung ausgeschlossen. Gleichwohl hat die Rechtsprechung diese Möglichkeit bereits bejaht. Die Rechtslehre steht dem überwiegend ablehnend deshalb gegenüber, weil ihre Anwendung zur Umgehung des öffentlichen Kostenrechts und vorgegebener Zwangsmittel führt.
GoA-Ansprüche werden auch unter Verwaltungsträgern diskutiert und grundsätzlich anerkannt, wenn sie beispielsweise in Notlagefällen aufgrund bestehender Zuständigkeitsverteilungen indiziert sind. So kann sie in Betracht kommen, wenn die Wasserschutzpolizei eines Landes eine Öllache auf einer Bundeswasserstraße beseitigt. Finanzausgleich wird in diesen Fällen zumeist jedoch über Art. 104a Abs. 2 GG erzielt, sodass für die Anwendung der GoA kein Raum verbleibt.
Damit die Geschäftsführung einen Anspruch auf Aufwendungsersatz begründet, muss sie mit dem Willen der Behörde, oder – falls ein solcher Wille nicht festgestellt werden kann – in deren Interesse erfolgen. Dies kommt meist lediglich in Ausnahme- und Notfällen in Betracht, da sich das öffentliche Interesse im Regelfall darauf richtet, dass eine Aufgabe durch den zuständigen Hoheitsträger und nicht durch einen Privaten erfüllt wird.
Für Ansprüche aus öffentlich-rechtlicher Geschäftsführung ohne Auftrag ist gemäß § 40 Abs. 1 S. 1  VwGO der Rechtsweg zu den Verwaltungsgerichten eröffnet.